# 息州
息州（そくしゅう）は、中国にかつて存在した州。南北朝時代から明初にかけて、現在の河南省息県と駐馬店市南東部にまたがる地域に設置された。

## 概要
495年（太和19年）、北魏により設置された東豫州を前身とする。北魏の東豫州は汝南郡に属する南新息・北新息・安陽・汝陽・長平の5県と、東新蔡郡に属する固始・鮦陽・苞信・汝陽の4県と、新蔡郡に属する苞信・長陵の2県と、弋陽郡に属する弋陽県と、長陵郡に属する長陵・苞信・安寧の3県と、陽安郡に属する永陽県の合わせて6郡16県を管轄した。
南朝梁により東豫州は西豫州と改称され、さらに淮州と改称された。東魏により淮州は東豫州の称にもどされた。北周により東豫州は息州と改称された。
583年（開皇3年）、隋が郡制を廃すると、息州の属郡は廃止された。606年（大業2年）に息州は廃止され、その管轄県が蔡州に移管された。
621年（武徳4年）、唐により汝南郡新息県に息州が置かれた。新息・淮川・長陵の3県を管轄した。627年（貞観元年）、息州と淮川・長陵の2県が廃止された。新息県は豫州（後の蔡州）に転属した。
金のとき、息州は南京路に属し、新息・真陽・襃信・新蔡の4県と王務鎮を管轄した。
1262年（中統3年）、李璮の反乱が起こると、モンゴル帝国により息州は廃止された。1263年（中統4年）、息州は再び置かれた。元のとき、息州は汝寧府に属し、新蔡・真陽の2県を管轄した。
1371年（洪武4年）、明により息州は廃止され、息県と改められた。